# Tournoi britannique féminin de rugby à XV 1997
Cet article traite de l'épreuve féminine. Pour la compétition masculine, voir Tournoi des Cinq Nations masculin 1997.
Pour un article plus général, voir Tournoi des Six Nations féminin.
Navigation
Tournoi britannique féminin 1996 Tournoi britannique féminin 1998
Le deuxième Tournoi britannique de rugby à XV féminin 1997 se déroule du 12 janvier au 9 mars 1997 et oppose les équipes d'Angleterre, d'Irlande, d'Écosse et du pays de Galles. Comme l'année précédente, l'équipe d'Angleterre remporte le tournoi et la Triple couronne en gagnant tous ses matches. Les points de matches ne sont pas nécessaires pour départager les équipes suivantes, et l'Irlande reçoit la première Cuillère de bois.

## Les matches
Les différentes rencontres du tournoi se déroulent sur cinq journées entre janvier et mars.
| 21 janvier 1997 | Meggetland, Édimbourg | Écosse         | 10 - 0  | Pays de Galles |
| 26 janvier 1997 | Bridgend              | Pays de Galles | 32 - 5  | Irlande        |
| 26 janvier 1997 | Blackheath            | Angleterre     | 23 - 3  | Écosse         |
| 9 février 1997  | Limerick              | Irlande        | 00 - 32 | Angleterre     |
| 23 février 1997 | Pennypit, Édimbourg   | Écosse         | 28 - 3  | Irlande        |
| 9 mars 1997     | Worcester             | Pays de Galles | 22 - 24 | Angleterre     |

En complément du tournoi, l'Angleterre est battue par l'équipe de France 15 - 17 à Northampton le 23 février.

## Le classement

Nations participant au Tournoi.

| Rang | Nation         | J | V | N | D | Pm | Pe  | Diff | Pts |
| ---- | -------------- | - | - | - | - | -- | --- | ---- | --- |
| 1    | Angleterre (T) | 3 | 3 | 0 | 0 | 79 | 25  | +54  | 6   |
| 2    | Écosse         | 3 | 2 | 0 | 1 | 51 | 16  | +35  | 4   |
| 3    | Pays de Galles | 3 | 1 | 0 | 2 | 70 | 127 | -57  | 2   |
| 4    | Irlande        | 3 | 0 | 0 | 3 | 8  | 92  | -84  | 0   |

|  | Vainqueur du tournoi. |
|  | T : tenante du titre. |